# 471
| 471                |
| ------------------ |
| Dødsfald - Fødsler |
|                    |

| Gregoriansk kalender | 471 CDLXXI              |
| Ab urbe condita      | 1224                    |
| Armensk kalender     | I/T                     |
| Kinesiske kalender   | 3167 – 3168 庚戌 – 辛亥 |
| Etiopisk kalender    | 463 – 464               |
| Jødisk kalender      | 4231 – 4232             |
| Hindukalendere       |                         |
| - Vikram Samvat      | 526 – 527               |
| - Shaka Samvat       | 393 – 394               |
| - Kali Yuga          | 3572 – 3573             |
| Iransk kalender      | 151 BP – 150 BP         |
| Islamisk kalender    | 156 BH – 155 BH         |

Se også 471 (tal)